# In una notte di chiaro di luna
In una notte di chiaro di luna è un film del 1989 diretto da Lina Wertmüller. Inizialmente il film avrebbe dovuto intitolarsi "Di cristallo o di cenere, di fuoco o di vento, purché sia amore".

## Trama
Un giornalista durante un'inchiesta si finge sieropositivo per studiare le reazioni della gente. Casualmente scopre che un conoscente realmente sieropositivo, ha avuto rapporti (già infetto) con una donna con cui successivamente è stato lui stesso. Contemporaneamente la donna di cui è innamorato pensa di essere incinta di lui. Inizia così una affannosa ricerca della verità, fra rabbia e disperazione.